# ナナホシ管弦楽団
ナナホシ管弦楽団（ナナホシかんげんがくだん、1992年9月27日 - ）は、日本のソングライター、ボカロP、ギタリスト。男性。血液型はAB型。名義としては、本名の岩見 陸（いわみたかし）を使用することもある。
代表曲は「デリヘル呼んだら君が来た」「おねがいダーリン」など。

## 経歴
父は吹奏楽部顧問、母はピアノ教室経営という家庭で、3人兄妹の長男として生まれる。妹が2人いる。学生時代には登山部に所属していた。高校卒業後すぐ大阪に移り、専門学校ESPエンタテインメント大阪に入学。
2011年9月、ニコニコ動画に「VEGA -ベガ-」を公開し、ボカロPとしてデビュー。ニコニコ動画においては2020年2月現在、「セフレ」「才能シュレッダー」「真夜中の微笑み」などが殿堂入りを果たし、「抜錨」「失楽ペトリ」「デリヘル呼んだら君が来た」「おねがいダーリン」は視聴回数が100万回を突破している。
2013年4月28日、1stアルバム『MONSTER BEERGARDEN』を発表。
2017年6月14日にリリースされた、歌手・島爺の初のシングル「ガッチェン!」（アニメ『デジモンユニバース アプリモンスターズ』オープニングテーマ）に、作詞・作曲家として参加。これより、島爺とのタッグでアニソンなどを手掛けるようになる。
2018年6月、メガテラ・ゼロらとともにロックバンド「Mr.FanTastiC」を結成し、2021年7月までギタリストとして参加。同バンドは2019年6月にポニーキャニオンからメジャーデビューした。
2019年6月9日、中学校からの同級生と結婚したことを公表した。

## 人物
特筆がない限り、出典はASKfmとする。

### ルーツ
ギターを始めたきっかけは『God knows...』が弾きたかったからだと言う。その他、飯塚昌明やa2cの影響を受けたと語っている。

### 作風
ハードロックで知られるが、島爺いわく「過去の楽曲をさかのぼっていくと、ナナホシさんの作品はかなり幅広い」という。

### 楽器
ボーカロイド楽曲の制作では、ギターとベースを自ら演奏し、ドラムスは打ち込みである。なお、使用機材は次の通り。
- ギター
  - Sago Ymir
  - EDWARDS e-ZUKAモデル
  - BURNY レスポールタイプ（ブラック）
- ベース
  - EDWARDS 明希モデル
- ドラムス（打ち込み）
  - BFD
- DAW、シンセサイザー
  - Ableton Live

### その他
好きな動物はウサギ、好きなバンドはThe Winery Dogsのほか、MR. BIGやGRANRODEOを挙げる。お酒は好きだが焼酎だけは苦手である。好きなゲームは「テイルズオブファンタジア」で「僕のファンタジー感は全てあの作品で培われました」と語っている。実家がピアノ教室だったため、ギターやベースの他にピアノの心得がある。

## ディスコグラフィ

### アルバム

#### VOCALOID
| 枚  | 発売日         | タイトル                   | 収録曲 |
| --- | -------------- | -------------------------- | --- |
| 1st | 2013年4月28日  | MONSTER BEERGARDEN         | 全12曲 1. Bacchus!!! (inst) 2. DAREDEVIL 3. BUILD AND SCRAP 4. indication (inst) 5. MONSTER BEERGARDEN 6. 夢の轍 7. ヘイルメリーに乾杯 8. MISTAKE 9. 酒場の朝 (inst) 10. ハートに火をつけて 11. 最後の晩餐 12. メイカルーザ (inst)                                                                           |
| 2nd | 2013年11月17日 | YOUTH WITHOUT YOUTH        | 全14曲 1. COOL AS FIRE -Shteed's Theme- 2. Too young to beer. 3. 闇と花束のブルース 4. ニトロクラクション 5. LUCKY RIDE -Naon's Theme- 6. YOUTH WITHOUT YOUTH 7. R.E.D -Blare's Theme- 8. RACER'S HIGH 9. XX -Izac's Theme- 10. 俺たちに明日はない 11. REGENERA 12. DEAD SET 13. 野良猫の侵略 14. My journey |
| 3rd | 2015年4月26日  | ABnormal LEGACY            | 全9曲 1. アンドロメダ 2. No.39 3. 赤点先生 4. デリヘル呼んだら君が来た 5. 才能シュレッダー 6. 真夜中の微笑み 7. あの娘のシークレットサービス 8. さよならレシェノルティア 9. シニカルブルーは眠らない |
| 4th | 2015年7月12日  | Paranormal LEGACY          | 全9曲 1. 終末のミュートロギア 2. ルービックキューブ 3. オーマイロビン！ 4. CUNE TUNE 5. 裏切りの弾丸 6. セフレ 7. バニラソーダ 8. 迷走するサラバンド 9. 0621 |
| 5th | 2015年11月14日 | 完全犯罪                   | 全12曲 1. √AICARIOUS 2. 脱空 (inst) 3. クリサリス 4. San-crail Market (inst) 5. FLY AWAY 6. 夜襲戦線午前四時 7. ナイショのレイトショー 8. Time Trial Tea Time (inst) 9. 完全犯罪 10. AL-ZALIZATION (inst) 11. 光路 12. 心じゃきっとわかっていた                                                              |
| 6th | 2017年11月12日 | パワード・ワード・ワールド | 全8曲 1. Greetings!! (inst) 2. 鮮やかなる奪還 3. あのこどこのこ 4. 戦地精神ジャーニー 5. パワード・ワード・ワールド 6. 抜錨 7. シャンパーニュ・デイ |
| 7th | 2023年3月24日  | USUAL LEGACY               | 全9曲 1. 初体験 2. 帰巣本能 -少年 by the mile- 3. ファッキン・フライデー 4. ITYNITED IDENTITY 5. Unveiled 6. OVERRIDE 7. アヴァターラ 8. サイドワインダー 9. 路地裏アンダードッグ |

#### セルフカバー
| 枚  | 発売日        | タイトル           | 収録曲 |
| --- | ------------- | ------------------ | --- |
| 1st | 2019年4月28日 | ワンマン・サーカス | 全6曲 1. Nibiru(inst) 2. ワンマン・サーカス 3. カンケイナイトファンキー 4. あのこどこのこ 5. 真夜中の微笑み 6. MISTAKE |

### 配信限定シングル
| 発売日         | タイトル                                            |
| -------------- | --------------------------------------------------- |
| 2011年11月7日  | IMAGINARY LIKE THE JUSTICE                          |
| 2014年9月3日   | デリヘル呼んだら君が来た (Original Ver.)            |
| 2015年7月10日  | 初体験 feat.初音ミク, GUMI, 鏡音リン, 鏡音レン & IA |
| 2016年7月30日  | あのこどこのこ feat.GUMI                            |
| 2019年2月20日  | カンケイナイトファンキー                            |
| 2021年11月20日 | 抜錨                                                |
| 2022年7月29日  | 失楽ペトリ                                          |
| 2022年8月20日  | パラソルサイダー feat. 初音ミク                     |
| 2023年3月4日   | 明晰メモリー                                        |
| 2023年3月4日   | 禁略フォビドゥン                                    |

### コンピレーション
| 発売日         | タイトル                                                                      | 収録曲                                   |
| -------------- | ----------------------------------------------------------------------------- | ---------------------------------------- |
| 2012年9月5日   | exit tunes presents GUMing from megpoid                                       | セフレ feat.GUMI                         |
| 2012年9月26日  | GUMI+ROCK 9369                                                                | 終末のミュートロギア (GUMIver.)          |
| 2012年11月7日  | EXIT TUNES PRESENTS Storytellers RPG                                          | IMAGINARY LIKE THE JUSTICE (テーマ:勇者) |
| 2013年5月1日   | exit tunes academy best                                                       | ダンスナンバーを共に feat.松下           |
| 2013年10月2日  | EXIT TUNES PRESENTS Vocaloexist feat.GUMI、IA、MAYU                           | オーマイロビン! feat.GUMI                |
| 2013年10月30日 | IA×SUPER GT CiRCUiT BEATS -SUPER GT 20th ANNIVERSARY-                         | RACER'S HIGH                             |
| 2014年2月5日   | 『うた結い575』小豆と抹茶きゃらそんこれくしょん!!                             | サイノメ                                 |
| 2014年9月3日   | EXIT TUNES PRESENTS Vocalospace feat.初音ミク                                 | デリヘル呼んだら君が来た                 |
| 2014年10月8日  | IA THE WORLD ～心～                                                           | 心じゃきっとわかっていた feat.IA         |
| 2015年6月3日   | EXIT TUNES PRESENTS NUMBERS                                                   | デリヘル呼んだら君が来た                 |
| 2015年6月24日  | VOCALO EDM SUPER HITS                                                         | デリヘル呼んだら君が来た feat.コニー     |
| 2017年2月1日   | EXIT TUNES PRESENTS アクターズ6                                               | MISTAKE feat.森嶋秀太                    |
| 2020年7月15日  | SPACE DIVE!! feat. GUMI from megpoid                                          | カンケイナイトファンキー                 |
| 2023年5月24日  | 音楽的同位体 裏命 1st COMPILATION ALBUM パラノーマル vol.2 玉響のパラノーマル | シュガーハイヴ                           |

## 楽曲提供
ボーカロイドカバーを除く（五十音順）
- Appare!
  - なんとかなーれファンファーレ
    - 3rd Single「Summer spit!／ゴールデンタイム」収録曲。
- あらき
  - ナリキリ
    - 2nd Album「UNKNOWN PARADOX」収録曲。
- あらなるめい
  - ワイニーガール
- un:c
  - Unveiled
    - 【18】キミトツナガルパズル アーティストコラボアルバム『18edge』収録曲。
- Idios
  - 相性×優勝ドロップス
- 兎田ぺこら
  - いいわけバニー
    - 1st Album「うさぎ the MEGAMI!!」収録曲。
- 浦島坂田船
  - マジカル・ショコラティエ
- うらたぬき
  - ハイヒール・プリンセス
    - 3rd Album「Greedy World」収録曲。

  - グッデストルーラー
    - 4th Album「Unlimited」収録曲。

  - ライブラリ・ライブラ
    - 5th Album「date.」収録曲。
- うらたぬき×センラ
  - 大喝采
- うらたぬき×となりの坂田。
  - どっちつかずLOVERS
    - 浦島坂田船 7th Album「Toni9ht」収録曲。
- 音乃瀬奏
  - GREATEST[14]（2025年4月21日）[15]
- 鯨木
  - パノラマ
    - 1st Album「黎明」収録曲。
- Gero
  - パ・パ・パ・パパラッチ！
    - 4th Album「EGOIST」収録曲。

  - ほっといて。
    - 6th Album「Parade」収録曲。
- さくらみこ
  - さくらんぼメッセージ
    - 1st Album「flower rhapsody」収録曲。
- しぐれうい
  - うい麦畑でつかまえて
    - 2nd Full Album「fiction」収録曲。
- 志麻×あほの坂田。
  - 乱×銃
    - しまさか Mini Album「S～5th Anniversary Album～」収録曲。
- 島爺
  - BE MY LIGHT
    - アニメ「デジモンユニバース アプリモンスターズ」挿入歌。

  - ガッチェン！
    - アニメ「デジモンユニバース アプリモンスターズ」主題歌[4]。

  - ゴマウェイ
    - アニメ「少年アシベ GO! GO! ゴマちゃん」第3期 エンディングテーマ[16]。

  - 爆釣ソウル
    - アニメ「爆釣バーハンター」オープニングテーマ[17]。

  - よだか
    - 映画「東京アディオス」主題歌[18]。

  - カラクリズム
    - 5th Album「御ノ字」収録曲。
- S!N
  - 破獄伝エクソダス
- 健屋花那
  - サイコーCue☆しんどろーむ
- twinpale
  - BADとLIP
- deporuters
  - グラデーション
- ななもり。
  - カナリヤ・バイバイ
- 夏色まつり
  - ゼッタイ王政カーニバル！
- 猫又おかゆ
  - 毒杯スワロウ
    - 1st Album「ぽいずにゃ〜しんどろーむ」収録曲。
- 博衣こより
  - 乙女よ求めよQ.E.D.
    - 1st Album「FIRST STEP」収録曲。
- 初星学園
  - ハッピーミルフィーユ
- 姫森ルーナ
  - 守護ってルーナイト
- P丸様。
  - シル・ヴ・プレジデント
    - 1st Album「Sunny!!」収録曲。

  - ときめきブローカー
    - 2nd Album「ラブホリック」収録曲。

  - ヒミツ警察
    - 2nd Album「ラブホリック」収録曲。

  - こねこみゅ
- 宝鐘マリン
  - 美少女無罪♡パイレーツ
    - 1st Album「Ahoy!! キミたちみんなパイレーツ♡」収録曲。
- 星街すいせい
  - ソワレ
    - 2nd Album「Specter」収録曲。
- hololive IDOL PROJECT
  - Color Rise Harmony
- ポケカメン
  - アンチモラルスパイラル
    - 1st Album「晒してやる」収録曲。
- 松下
  - 女女女しガール
    - 3rd Album「ご注文は松下のあとで」収録曲。
- めいちゃん
  - ソバエ隠道中
    - めいちゃん＆Shack コラボアルバム「Cyclo Caravan」収録曲。

  - べイビー・メイビー
    - 2nd Album「大迷惑」収録曲。
- MORE MORE JUMP!
  - パラソルサイダー
    - 5th Single「イフ／パラソルサイダー」収録曲。
- 吉乃
  - ODD NUMBER
    - アニメ「ひとりぼっちの異世界攻略」オープニングテーマ。
- 夜空メル
  - キャラメル・デビル
    - 1st Album「Twinkle Star Magic☆」収録曲。
- 莉犬
  - きゅ〜と★アグレッション
    - 2nd Album「シャッターチャンス!」収録曲[19]。

  - 最強☆最推しセンセーション

## 出演
- 2013年10月24日 - 重金属ナイト vol.1
- 2015年1月24日 - IA 3周年記念ありがとうパーティー ～ライブ&トーク～